# Rio de Moinhos (Abrantes)
Rio de Moinhos ist eine Gemeinde (Freguesia) in Portugal.

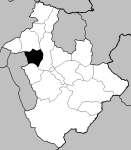
Lage von Rio de Moinhos im Kreis

Rio de Moinhos gehört zum Kreis Abrantes im Distrikt Santarém, besitzt eine Fläche von 20,0 km² und hat 952 Einwohner (Stand 19. April 2021).